# Exocentrus alboscutellatoides
Exocentrus alboscutellatoides är en skalbaggsart som beskrevs av Stefan von Breuning 1977. Exocentrus alboscutellatoides ingår i släktet Exocentrus och familjen långhorningar. Inga underarter finns listade i Catalogue of Life.